# Елвис (филм)
„Елвис“ (на английски: Elvis) е биографичен музикален драматичен филм от 2022 г. на режисьора Баз Лурман, който е съсценарист заедно със Сам Бромуел, Крег Пиърс и Джеръми Донър. Във филма участват Остин Бътлър в ролята на Елвис Пресли, с Том Ханкс, Хелън Томсън, Ричард Роксбърг, Оливия Деджонг, Люк Брейси, Наташа Басет, Дейвид Уенъм, Келвин Харисън мл., Хавиер Самюъл и Коди Смит-Макфий в поддържащи роли. Филмът се посвещава в памет на собственика на „Лад Къмпани“ – Алън Лад - младши, който умира през март 2022 г.
През 2014 г. Баз Лурман съобщава, че ще режисира биографичен филм за Елвис Пресли, докато проектът не е официално обявен до март 2019 г. Бътлър е избран да изиграе заглавната роля през юли, който побеждава няколко други актьори, включително Ансел Егорт, Майлс Тайлър и Хари Стайлс за частта. Снимките започват в Австралия през януари 2020 г., но е отложен през март до септември след началото на пандемията от COVID-19. Снимките приключват през март 2021 г.
Световната премиера на „Елвис“ се състои на филмовия фестивал във Кан на 25 май 2022 г., и излиза по кината от „Уорнър Брос Пикчърс“ в Австралия на 23 юни 2022 г. и в Съединените щати на 24 юни. Печели 288,7 млн. долара в световен мащаб и получава позитивни отзиви от критиците, които похвалиха изпълнението на Бътлър и музикалните сцени.

## Сюжет
Филмът разказва за живота и кариерата на певеца и актьора Елвис Пресли, известен като „Краля на рокендрола“, от ранните дни на детството му, преди да стане рок и филмова звезда.
Отгледан предимно от любящата си майка Гладис, Елвис Пресли прекарва детството си в бедняшките квартали на Тупело, Мисисипи, намирайки утеха в музиката и комиксите. След като се мести с родителите си в Мемфис, Тенеси, той е осмиван от връстниците си заради очарованието си от афроамериканската музика на Бийл Стрийт. Полковник Том Паркър, по това време карнавален търговец, е мениджър на кънтри певеца Ханк Сноу, но осъзнава потенциала на Елвис да се развива по различен начин, когато чува „That's All Right“, първоначално приемайки, че артистът е чернокож. Същата вечер, след като е свидетел на интензивния му сексапил на представление в „Louisiana Hayride“, Паркър кани Елвис да го придружи на турне и го убеждава да му позволи да поеме контрола над кариерата му, което започва метеоричния възход на Елвис: той преминава от Sun Records в RCA Records, баща му Върнън е назначен за бизнес мениджър на Elvis Presley Enterprises и семейството е измъкнато от бедност.
Регионалната общественост е поляризирана по отношение на Елвис. Чувствайки, че музиката му ще поквари белите деца и ще разпали расова враждебност, сегрегационисткият сенатор от Мисисипи, демократ от Южна партия Джеймс Ийстланд, вика Паркър на неофициално изслушване и разследва мистериозното му минало. Когато Елвис пренебрегва предупрежденията на властите и изпълнява провокативни танцови движения на концерт, той е изправен пред правни проблеми. Паркър убеждава правителството да го призове в армията, вместо да го наказва. Елвис се завръща от основно обучение, само за да бъде съсипан от смъртта на майка си от пиене. По време на военната си служба в Западна Германия той среща 14-годишната Присила Болио, дъщеря на пилот от ВВС. След уволнението си той се впуска във филмова кариера и по-късно се жени за Присила.
Докато популярната култура на 60-те години на миналия век подминава Елвис, убийствата на Мартин Лутър Кинг-младши и Робърт Ф. Кенеди през 1968 г. го съкрушават. Въпреки че иска да стане по-политически откровен в музиката си, Паркър е резервирал семеен коледен телевизионен специален епизод, в който ще изпълнява само лекомислени песни, които ще развеселят. Елвис работи със Стив Байндър, за да преосмисли специалното предаване, а изпълнението му, включително заключителната песен „If I Can Dream“, включва не само рецензия на предишни негови песни, но и политически коментари. Корпоративни спонсори заплашват със съдебни дела, което вбесява Паркър; въпреки това шоуто е изключително успешно.
След това Елвис е главна звезда в най-големия шоурум в Лас Вегас, хотел „Интернешънъл“, и възобновява концертните си турнета. Контролът на Паркър върху живота на Елвис се засилва, когато той отказва молбата му за световно турне. Мотивиран от хазартни дългове, Паркър манипулира Елвис да подпише договор за петгодишна резиденция в казино в Лас Вегас. Проблемното поведение на Елвис и пристрастяването му към лекарства, отпускани с рецепта, го завладяват, а отчаяната Присила се развежда с него на 38-ия му рожден ден, вземайки дъщеря им Лиза Мари със себе си. След като открива, че Паркър не може да напусне страната, защото е нелегален имигрант без гражданство, Елвис се опитва да го уволни. Впоследствие Паркър информира Върнън, че семейството му дължи дълг от 8 549 761,09 долара, натрупан от 1955 г. насам, и убеждава Елвис в симбиотичната им връзка; въпреки че след това се отдалечават, Паркър продължава да бъде негов мениджър.
Все по-изтощен след непрекъснато натоварения си график от концерти, Елвис изразява на Присила страха си да бъде забравен след смъртта си, тъй като вярва, че не е постигнал нищо смислено. На 21 юни 1977 г. в Рапид Сити, Южна Дакота, затлъстял, блед и отслабен Елвис пее „Unchained Melody“ под бурни аплодисменти. Той умира малко след това, на 16 август 1977 г.; Паркър твърди, че това, което наистина е убило Елвис, не е бил нито инфарктът му, нито самоубийството, свързано с наркотици, както някои смятат, а по-скоро любовта му към феновете му. Поредица от съдебни дела през 80-те години на миналия век разкриват финансовите злоупотреби на Паркър с Елвис, като Паркър се урежда извън съда и прекъсва връзките си с наследството на Пресли, след като не успява да претендира за имунитет като лице без гражданство. След като проиграва останалата част от незаконно придобитото си състояние, Паркър обеднява и на 20 януари 1997 г. е откаран по спешност в болница в Лас Вегас поради инфаркт, където умира. Елвис остава най-продаваният солов изпълнител в историята, обичан от милиони по целия свят дори десетилетия след смъртта си.

## Актьорски състав
| Актьор                | Роля                                    |
| --------------------- | --------------------------------------- |
| Остин Бътлър          | Елвис Пресли                            |
| Чейдън Лей            | Елвис Пресли като дете                  |
| Том Ханкс             | Полковник Том Паркър: мениджър на Елвис |
| Хелън Томпсън         | Гладис Пресли: майка на Елвис           |
| Ричард Роксбърг       | Върнън Пресли: баща на Елвис            |
| Оливия Деджонг        | Присила Пресли: съпруга на Елвис        |
| Люк Брейси            | Джери Шилинг                            |
| Наташа Басет          | Дикси Лок                               |
| Дейвид Уенъм          | Ханк Сноу                               |
| Келвин Харисън младши | Би Би Кинг                              |
| Хавиер Самюъл         | Скоти Мур                               |
| Коди-Смит Макфий      | Джими Роджърс Сноу                      |
| Леон Форд             | Том Дискин                              |
| Кейт Мълвани          | Марион Кейскър                          |
| Джош Макновил         | Сам Филипс                              |
| Йола Куарти           | Розета Тарп                             |
| Алтън Мейсън          | Литъл Ричард                            |
| Гари Кларк младши     | Артър Крудъп                            |
| Кристофър Сомърс      | Хорас Логан                             |
| Никълъс Бел           | Джеймс Истланд                          |
| Антъни Лапаля         | Бърнард Лански                          |
| Дакре Монтгомъри      | Стив Биндер                             |
| Крисчън Кисандо       | Смоуки: приятел на Елвис от детството   |
| Джон Мукристайо       | Джими: приятел на Елвис от детството    |
| Майлс Бъртън          | Боби: приятел на Елвис от детството     |
| Гад Банза             | Док: приятел на Елвис от детството      |
| Адам Дън              | Бил Блек                                |
| Терепай Ричмънд       | Ди Джей Фонтана                         |
| Патрик Шиърър         | Дюи Филипс                              |
| Лиз Блакет            | Баба Доджър                             |
| Кле Морган            | Махалия Джаксън                         |
| Шонка Дукурех         | Биг Мама Торнтън                        |
| Чарлс Граундс         | Били Смит: братовчед на Елвис           |
| Асаби Гудмън          | Алберта Холман                          |
| Алекс Раду            | Джордж Клейн                            |
| Крисчън Макарти       | Ред Уест                                |
| Майк Бингаман         | Сони Уест                               |
| Дейвид Ганън          | Чарли Ходж                              |
| Ламар Браун           | Карл Картър: шофьор на Елвис            |
| Тони Никсън           | доктор Джордж Ничопоулос                |
| Гарет Дейвис          | Боунс Хау                               |
| Шарън Брукс           | Силвия Шемуел: от „Суийт Инспюрейшънс“  |
| Сенайт Мебрахту       | Естел Браун: от „Суийт Инспюрейшънс“    |
| Аристене Кисандо      | Мирна Смит: от „Суийт Инспюрейшънс“     |
| Мариана Андрюс        | Ан Уилямс: от „Суийт Инспюрейшънс“      |
| Карла Алън            | Кати Уестмърънд                         |
| Марк Ленърд Уинтър    | Том Хюлет                               |

## Продукция

### Разработка и кастинг
Проектът първоначално е обявен през 2014 г., когато Баз Лурман влезе в преговори да режисира филма, с Кели Марсел, която пише сюжета.
По-нататъшното развитие на филма е обявен до март 2019 г., докато Том Ханкс е добавен в актьорския състав за ролята на полковник Том Паркър. Лурман е нает като режисьор, и също замества Марсел като сценарист със Сам Бромел и Крейг Пиърс. През юли, претенденти за ролята на Пресли бяха Ансел Елджорт, Майлс Телър, Остин Бътлър, Арън Тейлър-Джонсън и Хари Стайлс, докато Бътлър печели ролята си по-късно този месец. През октомври, Оливия Деджонг е добавена в състава, за играе Присила Пресли. Маги Джилънхол и Руфъс Сюъл са добавени в състава като Гладис и Върнън Пресли през февруари 2020 г., докато Йола е добавена за ролята на Розета Тарп.

### Снимачен процес
Снимачният процес започна на 28 януари 2020 г. в Австралия. На 12 март 2020 г. продукцията спира, докато Том Ханкс и неговата съпруга Рита Уилсън се тестват за COVID-19 по време на пандемията. Снимките се възобновяват на 23 септември. През септември 2020 г., Люк Брейси, Ричард Роксбърг, Хелън Томсън, Дакре Монтгомъри, Хавиер Самюел, Леон Форд, Гарет Дейвис, Чарлс Гроундс, Джош Макконвил и Адам Дън се присъединяват във актьорския състав на филма. Роксбърг и Томпсън съответно заместват Сюъл и Джилънхол, които се оттеглят поради конфликт в графика, причинени от забавянето на снимането. Келвин Харисън младши е добавен за ролята на Би Би Кинг през декември. През януари 2021 г. е съобщено, че Алтън Мейсън ще изиграе Литъл Ричард във филма.

## Излизане
Световната премиера на „Елвис“ се състои във филмовия фестивал на Кан 2022 на 25 май, където получава 12-минутно аплодиране от публиката. Филмът е пуснат в Австралия на 23 юни 2022 г., и от „Уорнър Брос Пикчърс“ в Съединените щати на 24 юни 2022 г. Предишно е насрочен да бъде пуснат на 1 октомври 2021 г., преди да е отложен на 5 ноември 2021 г. по време на пандемията от COVID-19, и по-късно на 3 юни 2022 г. Излъчва се в стрийминг платформата HBO Max на 9 август 2022 г. след 45-дневното му излъчване по кината.

## В България
В България филмът е пуснат на същата дата от „Александра Филмс“, и във IMAX формат. Преводът е на Христо Христов.
На 2 септември 2022 г. е излъчен в стрийминг платформата „Ейч Би О Макс“.